# Another Shore
Another Shore is een Britse filmkomedie uit 1948 onder regie van Charles Crichton. Destijds werd de film in Nederland uitgebracht onder de titel Het land van belofte.

## Verhaal
De jonge Ier Gulliver Shields wil graag emigreren naar Tahiti. Hij gaat daarom op een bankje zitten in een park in Dublin in de hoop dat hij kennismaakt met een vrijgevige, rijke man. Intussen ontmoet hij daar de bevallige Jennifer, die geïnteresseerd raakt in hem. Na verloop van tijd leert hij bovendien een rijke zakenman kennen, die hem een reis aanbiedt naar de Stille Zuidzee. Hij moet nu kiezen tussen Jennifer en zijn droom.

## Rolverdeling
| Acteur           | Personage        |
| ---------------- | ---------------- |
| Robert Beatty    | Gulliver Shields |
| Moira Lister     | Jennifer         |
| Stanley Holloway | Alastair McNeil  |
| Michael Medwin   | Yellow Bingham   |
| Sheila Manahan   | Nora             |
| Fred O'Donovan   | Coghlan          |
| Maureen Delaney  | Mevrouw Gleeson  |
| Dermot Kelly     | Boxer            |
| Irene Worth      | Bucsy Vere-Brown |
| Bill Shine       | Bats Vere-Brown  |
| Muriel Aked      | Oud vrouwtje     |
| Wilfrid Brambell | Arthur Moore     |
| Michael Dolan    | Twiss            |
| W.A. Kelly       | Oude Roger       |
| Michael Golden   | Broderick        |